# Thimbleby (Yorkshire du Nord)
Pour les articles homonymes, voir Thimbleby.
Thimbleby est un village et une paroisse civile du Yorkshire du Nord, en Angleterre.